# Moritz Kämpf
Moritz Kämpf (25. března 1835 Žulová – 9. září 1883 Kremže) byl rakouský vojenský a oční lékař.

## Životopis
V letech 1855 až 1859 studoval na vídeňské medicínsko-chirurgické akademii (Josefinum). Jeho učitelem byl Carl Stellwag von Carion. V roce 1859 se stal provizorní vrchním lékařem ve vojenské nemocnici ve Vídni. Od roku 1865 byl očním lékařem v posádkové nemocnici Garnisonsspitals, jehož součástí bylo Josefinum. V roce 1872 se stal docentem očního lékařství na Vídeňské univerzitě. Poté působil od roku 1878 jako štábní lékař.